# Private Universität im Fürstentum Liechtenstein
Die Private Universität im Fürstentum Liechtenstein (UFL), vormals Universität für Humanwissenschaften im Fürstentum Liechtenstein, ist eine private Hochschule mit staatlicher Anerkennung und Promotionsrecht im Fürstentum Liechtenstein. Sitz der Universität ist die südlich von Vaduz gelegene Gemeinde Triesen. Die Universität wurde im Herbst 2000 als gemeinnützige Stiftung nach liechtensteinischem Recht gegründet. Es werden zwei Doktoratsstudiengänge angeboten, deren Abschlüsse in der Europäischen Union anerkannt sind. Bisher wurden 110 Absolventen an der UFL promoviert. Dabei wurden 13 Forschungsarbeiten mit Bezug zu Liechtenstein vorgelegt.

## Fakultäten und Forschung

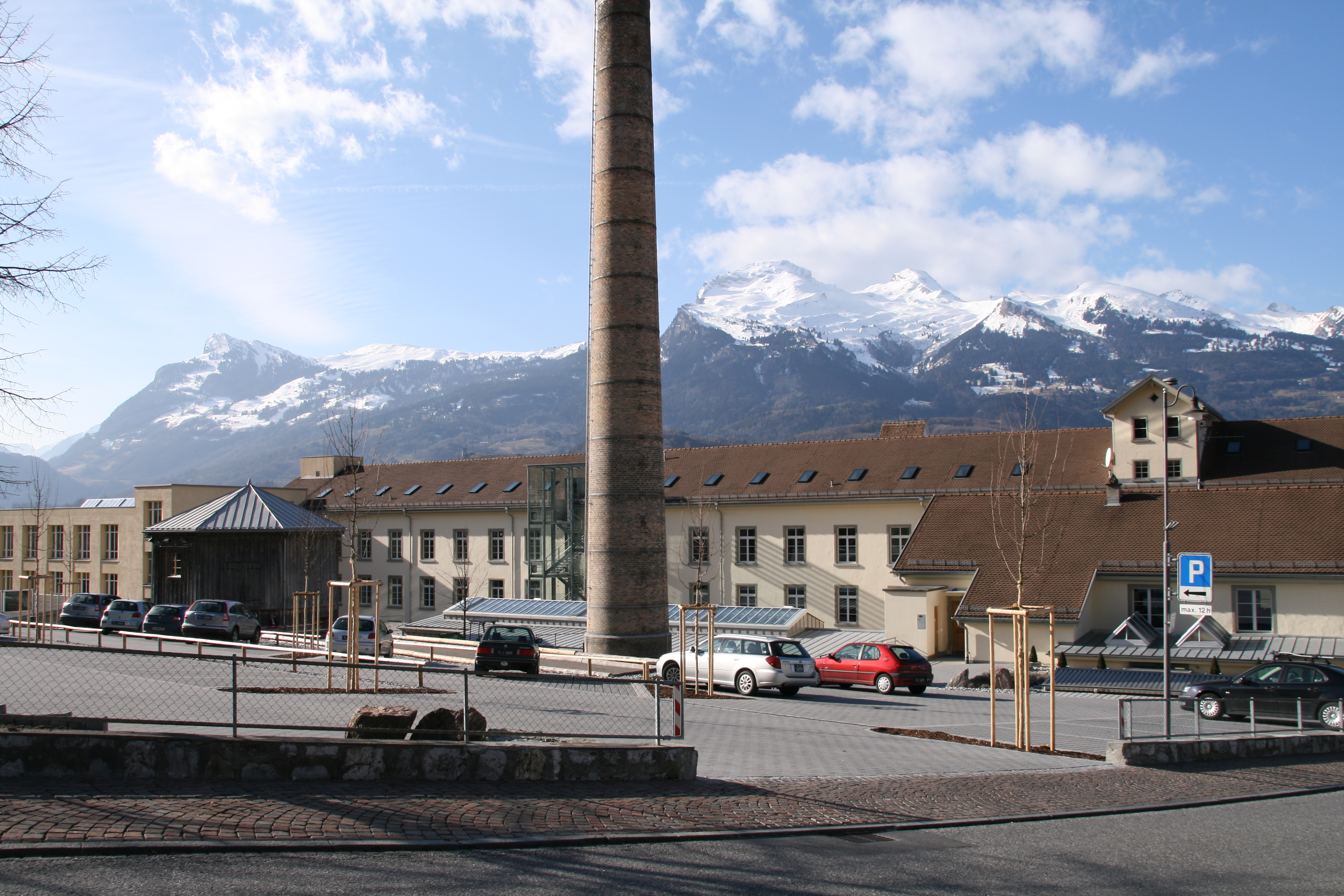
Standort der UFL ist die ehemalige Baumwollspinnerei Jenny Spoerry Cie.

Die medizinisch-wissenschaftliche Fakultät veranstaltet seit 2008 eine öffentliche Vortragsreihe zu Medizin, Biologie und Psychologie. 2017/2018 gab es eine Seminarreihe zur Weiterentwicklung des liechtensteinischen Gesundheitswesens.
Die rechtswissenschaftliche Fakultät stellt ihre Erkenntnisse in öffentlichen Vorträgen und in Fachsymposien vor. Die Editions Weblaw mit Sitz in Bern führt für die UFL eine Schriftenreihe mit rechtswissenschaftlichen Dissertationen mit einem Bezug zum liechtensteinischen Recht.

## Studienangebote

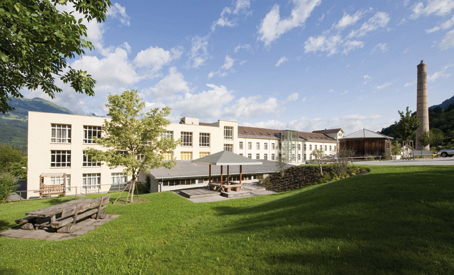
Blick auf den Campus.

- vierjähriges berufsbegleitendes Doktoratsstudium in medizinischer Wissenschaft zum Dr. scient. med.
- dreijähriges berufsbegleitendes Doktoratsstudium in Rechtswissenschaften zum Dr. iur.

Darüber hinaus gibt es einen Weiterbildungskurs Klinisch-genomische Medizin & Einführung in das Genetic Counseling.

## Organisation

### Stiftungsrat
Der Stiftungsrat ist das oberste Organ der Universität und besteht aus drei bis fünf Mitgliedern.

### Universitätsrat
Der Universitätsrat wird vom Stiftungsrat gewählt und besteht aus bis zu fünf Mitgliedern. Die Amtszeit beträgt vier Jahre. Die Aufgabe des Universitätsrats besteht darin, den Stiftungsrat in allen Angelegenheiten der strategischen Ausrichtung der Universität zu beraten.

### Wissenschaftlicher Beirat
An den Fakultäten sind Wissenschaftliche Beiräte zur Beratung und Qualitätssicherung eingerichtet. Im Beirat wird die Auswertung der Abschlüsse und der aktuelle Verlauf der Ausbildung regelmässig bewertet. Der Wissenschaftliche Beirat begleitet die Arbeit von Dekan und Studiengangsleitung durch Anregungen zur Verbesserung der Arbeit der Fakultät.

## Forschungskooperationen
Im Rahmen medizinischer Forschungs- und Lehraktivitäten arbeitet die UFL mit folgenden Institutionen und Universitäten zusammen:
- Academia Raetica, Davos
- Australian National University, Research School of Biological Sciences, Canberra
- Centre Suisse d’Electronique et de Microtechnique, Neuenburg
- Drexel University, Philadelphia
- University of Lund, Department of Cell and Organism Biology
- Universität Würzburg, BEEgroup, Biozentrum
- Vorarlberger Institute for Vascular Investigation and Treatment, Feldkirch
- University of Southern California, USC Norris Comprehensive Cancer Center, Los Angeles
- LMU München
- Universität Zürich